# Friends – Eine Liebesgeschichte
Friends – Eine Liebesgeschichte (Originaltitel Friends, Verweistitel Die jungen Liebenden) ist ein britischer Liebesfilm von Lewis Gilbert, der am 29. Oktober 1971 in der Bundesrepublik Deutschland anlief und vor allem wegen der Musik von Elton John und Paul Buckmaster (Texte von Bernie Taupin) bekannt wurde. Elton John brachte basierend auf dem Soundtrack des Films am 10. März 1971 sein viertes Album unter dem Titel Friends heraus. Es wurde 1972 in der Kategorie Beste Original-Filmmusik für einen Grammy nominiert und von der Recording Industry Association of America (RIAA) als Goldene Schallplatte ausgezeichnet.

## Handlung
Der 15-jährige Paul Harrison lebt mit seinem reichen britischen Vater in Paris, fühlt sich jedoch einsam und verlassen. Er lernt die 14-jährige französische Waise Michelle Latour kennen, die gerade in die Stadt gekommen ist, um bei ihrem Cousin zu leben. Dieser besitzt ein Apartment auf dem Montmartre, wo sich Michelle alles andere als wohl fühlt. Die beiden Liebenden beschließen daher, ihre unerfreulichen Verhältnisse hinter sich zu lassen und flüchten aufs Land. Sie reisen in die idyllische Camargue, wo Michelle ein kleines Ferienhaus besitzt, das ihrem gerade verstorbenen Vater gehörte. Der war im nahe gelegenen Arles als Künstler tätig gewesen und nutzte das Anwesen als Sommerresidenz. Paul und Michelle fühlen sich hier heimisch, verlieben sich ineinander, bekommen ein Kind und üben sich im erwachsen werden. Dabei müssen sie viele Hindernisse überwinden. Schließlich werden sie von der Polizei entdeckt, die durch eine Vermisstenanzeige von Pauls Vater alarmiert wurde. Das Paar wird gewaltsam getrennt, das Kind der Fürsorge übergeben. 

## Kritiken
Der Film traf den Zeitgeist der frühen siebziger Jahre und war beim jugendlichen Publikum weltweit enorm erfolgreich. Für damalige Verhältnisse freizügige Sex-Szenen, eine Teenager-Schwangerschaft, die Entbindung außerhalb des Krankenhauses, das selbst bestimmte Leben außerhalb bürgerlicher Konventionen, all das galt als „kontrovers“ und rebellisch. Die Filmkritik reagierte dagegen sehr reserviert. Der Motion Picture Guide sprach von einem „schrecklichen Teenager-Drama“, TimeOut Film hämisch von „lyrischer Zeitlupe“. Weder die Kameraführung, die mit Weichzeichner-Effekten im Stil von David Hamilton arbeitete, noch die Landschaftsaufnahmen aus der Camargue überzeugten die Fachpresse.
Das Lexikon des internationalen Films beurteilt den Film als „wirklichkeitsferne, unglaubwürdig idealisierte Love-Story eines sehr jungen Paares, die nur anspruchslose Unterhaltung bietet.“

## Zitat
„Es ist unglaublich, dass ein Film mit einem derart kleinen Budget, den Anicée und ich das wunderbare Glück hatten vor so vielen Jahren zu machen, immer noch Aufmerksamkeit findet. Danke für all die Kommentare. Ich kann euch versichern, dass es viel Spaß machte, Die jungen Liebenden zu drehen, und es war eine Ehre, mit Lewis Gilbert zu arbeiten, der später noch einige super Filme produzierte. Ich werde mich immer an seine Worte nach der Preview erinnern: ‚Sean‘, sagte er, als er mir die Hand schüttelte, ‚es gibt nichts, für das du dich schämen müsstest...‘ Ich atmete erleichtert auf. Dann fügte er an: ‚...aber auch nichts, auf das du stolz sein könntest.‘“

## FortsetzungPaul and Michelle(1974)
Unter dem Titel Paul and Michelle erschien 1974, ebenfalls in der Regie von Lewis Gilbert, eine Fortsetzung, in der die junge Familie drei Jahre später wieder vereint ist. Paul will ein Studium an der Sorbonne aufnehmen und macht sich auf die Suche nach Michelle. Endlich kann er von England nach Frankreich reisen, nachdem er seinen eigenen Pass hat und nicht mehr auf die Zustimmung seines Vaters angewiesen ist. Auf einem Zebrastreifen in Nizza begegnet Paul schließlich Michelle, während sich beide umarmen, kommt es zu einem Verkehrschaos. Es stellt sich heraus, dass Michelle und ihre kleine Tochter Sylvie mittlerweile mit Garry, dem Angestellten einer amerikanischen Fluggesellschaft zusammen leben. Gleichwohl verlässt Michelle ihren Mann und flüchtet sich mit Paul abermals in die Camargue. Dort werden sie von Garry aufgespürt, Paul kehrt zurück nach Paris, Michelle folgt ihm später mit dem Kind. Doch glücklich werden sie nicht: Paul muss sich in einem düsteren Fleischverarbeitungsbetrieb seinen Lebensunterhalt verdienen, in der grauen Arbeitswelt kommt die romantische Liebe zu kurz. Komponist Michel Colombier steuerte einen Jazz-Soundtrack bei.

## Auszeichnungen
Die jungen Liebenden wurde 1972 in der Kategorie Bester englischsprachiger ausländischer Film für einen Golden Globe nominiert.

## Soundtrack-AlbumFriends
Das ursprünglich bei Paramounts Records erschienene Album wurde im September 1970 in den Londoner Trident Studios aufgenommen. Produzent war Gus Dudgeon. Von vier Ausnahmen abgesehen (Mitarbeit Paul Buckmaster) stammen alle Titel von Elton John (Komposition) und Bernie Taupin (Text). Mittlerweile liegen die Rechte bei der Universal Music Group. Mit dem Titelsong Friends kam Elton John 1971 auf Platz 34 der Billboard Hot 100 Charts. In Kanada erreichte eine Single-Auskoppelung Platz 13. Angegeben sind die Längen der Original-Veröffentlichung auf Vinyl-LP und in Klammern die 1992 digital vertriebene Rare Masters collection.

### A-Seite
1. Friends – 2:20 (2:23)
2. Honey Roll – 3:00 (3:07)
3. Variations on 'Friends'" (John, Taupin, Paul Buckmaster) – 1:45 (1:43)
4. Theme (The First Kiss)/Seasons – 3:52 (3:56)
5. Variations on Michelle’s Song (A Day in the Country) (John, Taupin, Buckmaster) – 2:44 (2:47)
6. Can I Put You On – 5:52 (5:57)

### B-Seite
1. Michelle’s Song – 4:16 (4:20)
2. I Meant to Do My Work Today (A Day in the Country) (John, Taupin, Buckmaster) – 1:33 (1:36)
3. Four Moods (Buckmaster) – 10:56 (11:01)
4. Seasons Reprise – 1:33 (1:39)